# Metoda quasi-Newtona
Metody quasi-Newtonowskie (nazywane również metodami zmiennej metryki) – algorytmy znajdowania ekstremów lokalnych funkcji. Metody quasi-Newtonowskie bazują na metodzie Newtona znajdowania punktów stacjonarnych funkcji. Metoda Newtona zakłada, że funkcja może być lokalnie aproksymowana funkcją kwadratową w otoczeniu optimum, oraz używają pierwszych i drugich pochodnych (gradient i hesjan) w celu znalezienia punktów stacjonarnych.
W metodzie Quasi-Newtona hesjan (macierz drugich pochodnych) minimalizowanej funkcji nie musi być obliczany. Hesjan jest przybliżany przez analizowanie kolejnych wektorów gradientu. Metody Quasi-Newtona są uogólnieniem metody siecznych znajdowania pierwiastków pierwszej pochodnej na problem wielowymiarowy. W przypadku wielowymiarowym równanie siecznej jest wyznaczane w trakcie działania algorytmu. Metody quasi-Newtonowskie różnią się między sobą sposobem ograniczeń rozwiązania, zazwyczaj przez dodawanie nieznacznej poprawki do przybliżanego w każdym kroku hesjanu.
Pierwszy algorytm quasi-Newtonowski został zaproponowany przez W.C. Davidon, fizyka z Argonne National Laboratory.

## Opis metody
Jak w metodzie Newtona, stosujemy aproksymacje drugiego stopnia w celu znalezienia minimum funkcji {\displaystyle f(x).} Rozwinięcie w szereg Taylora funkcji {\displaystyle f(x)} wyraża się wzorem:
{\displaystyle f(x_{0}+\Delta x)=f(x_{0})+\nabla f(x_{0})^{T}\Delta x+{\frac {1}{2}}\Delta x^{T}{B}\Delta x,}
gdzie {\displaystyle (\nabla f)} jest gradientem {\displaystyle f} a {\displaystyle B} jej hesjanem.
Szereg Taylora samego gradientu:
{\displaystyle \nabla f(x_{0}+\Delta x)=\nabla f(x_{0})+B\Delta x.}
rozwiązanie równania {\displaystyle \nabla f(x_{0}+\Delta x_{0})=0} daje pierwszy krok:
{\displaystyle \Delta x_{0}=-B^{-1}\nabla f(x_{0}),}
jednak {\displaystyle B} jest nieznana. W jednowymiarowym problemie znajdowanie {\displaystyle B} i wykonywanie newtonowskiego kroku z zaktualizowaną wartością jest równoważne metodzie siecznych. W problemie wielowymiarowym {\displaystyle B} jest wyznaczana.
Stosuje się wiele metod do wyznaczania rozwiązania równania siecznej, które jest symetryczne {\displaystyle (B^{T}=B)} i najbliższe aktualnie aproksymowanej wartości {\displaystyle B_{k}} zgodnie z pewną metryką {\displaystyle min_{B}||B-B_{k}||.} Aproksymowana wartość początkowa {\displaystyle B_{0}=I} jest zazwyczaj wystarczająca do osiągnięcia szybkiej zbieżności. nieznany {\displaystyle x_{k}} jest aktualizowana przez stosowanie newtonowskiego kroku obliczanego przy użyciu hesjanu {\displaystyle B_{k}}
- {\displaystyle \Delta x_{k}=-\alpha _{k}B_{k}^{-1}\nabla f(x_{k}),} z {\displaystyle \alpha } dobraną by spełnić warunek Wolfa;
- {\displaystyle x_{k+1}=x_{k}+\Delta x_{k};}
- Gradient obliczany w nowym punkcie {\displaystyle \nabla f(x_{k+1})} i

{\displaystyle y_{k}=\nabla f(x_{k+1})-\nabla f(x_{k}),}
- są używane do poprawienia hesjanu {\displaystyle B_{k+1},} lub bezpośrednio jego odwrotności {\displaystyle H_{k+1}=B_{k+1}^{-1}} używająć wzoru Shermana-Morrisona.

Najpopularniejsze metody obliczania przybliżeń:
| Metoda         | {\displaystyle B_{k+1}=} | {\displaystyle H_{k+1}=B_{k+1}^{-1}=} |
| -------------- | --- | --- |
| DFP            | {\displaystyle \left(I-{\frac {y_{k}\Delta x_{k}^{T}}{y_{k}^{T}\Delta x_{k}}}\right)B_{k}\left(I-{\frac {\Delta x_{k}y_{k}^{T}}{y_{k}^{T}\Delta x_{k}}}\right)+{\frac {y_{k}y_{k}^{T}}{y_{k}^{T}\Delta x_{k}}}} | {\displaystyle H_{k}+{\frac {\Delta x_{k}\Delta x_{k}^{T}}{y_{k}^{T}\Delta x_{k}}}-{\frac {H_{k}y_{k}y_{k}^{T}H_{k}^{T}}{y_{k}^{T}H_{k}y_{k}}}}                                                                                   |
| BFGS           | {\displaystyle B_{k}+{\frac {y_{k}y_{k}^{T}}{y_{k}^{T}\Delta x_{k}}}-{\frac {B_{k}\Delta x_{k}(B_{k}\Delta x_{k})^{T}}{\Delta x_{k}^{T}B_{k}\Delta x_{k}}}}                                                     | {\displaystyle \left(I-{\frac {y_{k}\Delta x_{k}^{T}}{y_{k}^{T}\Delta x_{k}}}\right)^{T}H_{k}\left(I-{\frac {y_{k}\Delta x_{k}^{T}}{y_{k}^{T}\Delta x_{k}}}\right)+{\frac {\Delta x_{k}\Delta x_{k}^{T}}{y_{k}^{T}\Delta x_{k}}}} |
| Broyden        | {\displaystyle B_{k}+{\frac {y_{k}-B_{k}\Delta x_{k}}{\Delta x_{k}^{T}\Delta x_{k}}}\Delta x_{k}^{T}} | |
| Broyden Family | {\displaystyle (1-\varphi _{k})B_{k+1}^{BFGS}+\varphi _{k}B_{k+1}^{DFP},} {\displaystyle \varphi \in [0,1]} | |
| SR1            | {\displaystyle B_{k}+{\frac {(y_{k}-B_{k}\Delta x_{k})(y_{k}-B_{k}\Delta x_{k})^{T}}{(y_{k}-B_{k}\Delta x_{k})^{T}\Delta x_{k}}}}                                                                               | {\displaystyle H_{k}+{\frac {(\Delta x_{k}-H_{k}y_{k})(\Delta x_{k}-H_{k}y_{k})^{T}}{(\Delta x_{k}-H_{k}y_{k})^{T}y_{k}}}} |